# Hemiphractus proboscideus
Hemiphractus proboscideus es una especie de anfibio anuro de la familia Hemiphractidae.

## Distribución geográfica
Esta especie se encuentra entre los 100 y 1200 m sobre el nivel del mar en la cuenca alta del Amazonas en:
- Perú en la región de Loreto;
- Ecuador;
- Colombia en los departamentos de Putumayo y Amazonas.[5]

## Descripción
Los machos miden de 43 a 50 mm y las hembras de 57 a 66 mm.

## Publicación original
- Jiménez de la Espada, 1870: Faunae neotropicalis species quaedam nondum cognitae. Jornal de sciencias mathematicas, physicas e naturaes, Academia Real das Sciencas de Lisboa, vol. 3, p. 57-65[6]